# Kasikasima
Der Kasikasima (auch: Kassikassima) ist ein 718 m hoher Berg in Suriname im Distrikt Sipaliwini. 
Der vielköpfige Granitberg liegt am linken Ufer des Palumeu und ist ein westlicher Ausläufer des Oranjegebirges. 
Der Berg ist für Indigene und Marrons von religiöser und mystischer Bedeutung.